# Boršt pri Dvoru
Boršt pri Dvoru je naselje v Občini Žužemberk.